# Jenny Lindahl
Jenny Lindahl, tidigare Lindahl Persson, född 20 november 1972 i Boo församling, Stockholms län, är en svensk politiker (vänsterpartist) och PR-konsult.

## Biografi
Jenny Lindahl var förbundsordförande för Ung Vänster 1996–2001. Efter att hon slutade i Ung Vänsters ledning i maj 2001 startade hon eget företag och började arbeta som PR-konsult, bland annat på PR-byrån Hill & Knowlton fram till december 2004. Lindahl tillträdde december 2005 posten som informationschef för Vänsterpartiet. 2011 lämnade hon den och tillträdde posten som verksamhetsledare för Svenska tecknare. I juni 2016 tillträdde Lindahl tjänsten som chef för kommunikationsbolaget Arena opinion, som ingår i Arenagruppen. Inom ramen för det arbetet medverkade hon tillsammans med Sandro Scocco i podcasten Pengar och politik som gavs ut av Arena idé. Numera hörs duon i podcasten Scocconomics 
I april 2020 tillträdde Lindahl tjänsten som kommunikationschef för Vänsterpartiet. 2022 blev hon senior rådgivare på partiet, men avslutade sin tjänst snart därefter. I februari 2024 tillträdde hon som "director" på pr-byrån Kreab. Övergången kritiserades av bland annat debattören Marcus Larsson, som menade att det öppnade en dörr mellan vänsterpartiet och välfärdslobbyismen. Även V:s partisekreterare Aron Etzler var kritisk, och menade att partiet i och med övergången kan behöva diskutera någon form av karens.

## Mediekarriär
Jenny Lindahl var under slutet av 1990-talet och början av 2000-talet regelbunden skribent i den socialistiska tidningen Flamman. 2001 och 2002 verkade hon även som sportkrönikör i Aftonbladet. År 2005 gav hon ut boken Medietränad, tillsammans med PR-konsulterna Martin Borgs och Håkan Lind.